# Prié blanc

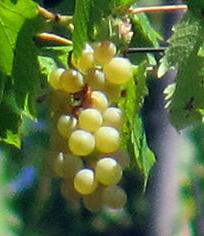
Grappe de Prié Blanc.

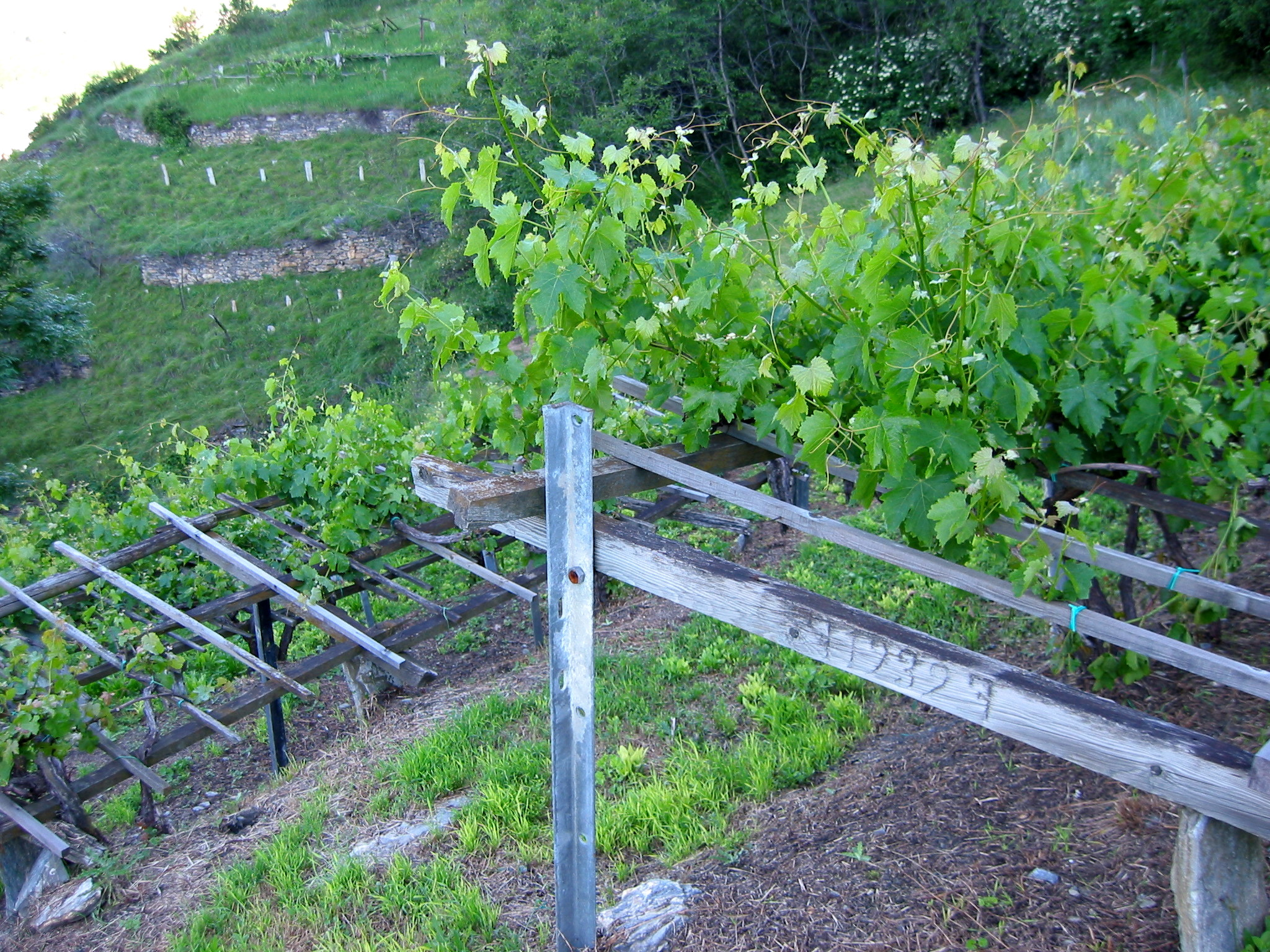
Le vignoble du Prié Blanc sur pergolas.

Le Prié blanc, ou Agostenga, est un cépage de raisin blanc autochtone originaire de la région autonome de la Vallée d'Aoste, en Italie.

## Présentation
La tradition populaire parle de la présence d’une viticulture à grains blancs dès le VIIIe siècle, qui était probablement le prolongement d’une implantation romaine. Une autre tradition évoque une origine autochtone valaisanne. Selon le livre Wine Grapes, des tests ADN auraient révélé une parenté du Prié blanc avec le cépage castillan Albillo, sans que l'on puisse déterminer qui est le parent des deux.
Le Prié blanc est cultivé exclusivement dans le Valdigne entre 900 et 1 200 mètres d'altitude, sur le versant adret de la Doire Baltée, autour des communes de La Salle et de Morgex ; cette particularité lui a permis d'être à l'abri des attaques du phylloxéra. Le vignoble du Prié blanc est considéré comme la vigne la plus haute d'Europe.
Le Prié blanc fait partie de l'appellation de vin blanc DOC Vallée d'Aoste Blanc de Morgex et de La Salle. La culture et la taille de la vigne s'effectue le long de pergolas montées sur des étais en bois ou des piliers de pierre et sur lesquelles pousse les pieds de vigne en palissage horizontal. Le système des pergolas permet de mieux protéger le vignoble et les baies sont près du sol et bénéficie ainsi de la chaleur dégagée de la terre réchauffée par le soleil, qui libère lentement la chaleur emmagasinée le jour. Le cépage se reproduit encore par provignage. La variété possède un cycle végétatif très court particulièrement adapté aux conditions climatiques de la Vallée d'Aoste. Son débourrement est tardif, il supporte donc plutôt bien les gelées du printemps. Sa maturité est par contre précoce et a lieu vers la fin août, échappant ainsi aux premières neiges d'automne,.

## Synonymes
Le Prié blanc est également connu sous les noms suivants:
- Agostana
- Agostenga
- Agostenga bianca
- Agostenga blanc
- Agostenga d'Aosta
- Agostigna
- Agostina
- Agostinga
- Aostenga
- Augustina
- Augusttraube
- Bernarde
- Bernarde nel vallese
- Bernardine
- Bianca capella
- Bianca capello
- Blanc commun
- Blanc de La Salle
- Blanc de Morgex
- Blanc du Valdigne
- Blanc gros
- Blanc petit
- Cibebo bianco
- Daniela
- Danijela
- Early green madeira
- Frueher kienzheimer
- Frueher leipziger
- Frueher malvasier
- Frueher weisser malvasier
- Frueher weisser malvoisier
- Giruelo
- Gros blanc
- Gruene melliertraube
- Gruene seidentraube
- Gruener lager
- Hartig 394
- Hedvabne zelene
- Hedvabne zlute
- Hodvabne zlte
- Kienzheimer
- Kilianer
- Kilianer blanc
- Languedoc
- Legiruela
- Leipziger frueh
- Ligeruela
- Ligueruela
- Lijeruela
- Lugliatica verde
- Luglienca bianca
- Lyany
- Mello
- Maddaleine verde
- Maddalena salomon
- Madeleine alice
- Madeleine alice salomon
- Madeleine salomon
- Madeleine verte
- Madeleine verte de la dorée
- Madlen salomon
- Malvasia
- Malvasia belaia
- Malvasier frueh weiss
- Malvaziya belaya
- Malvoisie hâtif
- Perltraube
- Petit blanc
- Plant de La Salle
- Précoce de kientzheim
- Prie
- Prie bianca
- Prie bianco
- Rabolina weiss
- Raisin d'août
- Rosinentraube
- Sant' anna
- Seidentraube gruen
- Stolle 514
- Uva d'agosto
- Uva luce
- Vert de la Madera
- Vert de Madère
- Vert précoce de Madère
- Weisser kilianer
- Weisser lager
- Weisser languedoker
- Weisser lanquedoc
- Weisswaelscher
- Welschr fruehjunker
- Yeux épars
- Zibebe weiss